# Abby (The Last of Us)
Abigail "Abby" Anderson é uma personagem do videogame The Last of Us Part II (2020), desenvolvido pela Naughty Dog. Ela é interpretada por Laura Bailey através de captura de movimento e dublagem no jogo, e por Kaitlyn Dever na segunda temporada da adaptação do jogo. Soldado da Frente de Libertação de Washington (WLF), Abby busca vingar a morte de seu pai matando Joel Miller. Suas alianças posteriormente se tornam instáveis quando ela faz amizade com dois ex-membros dos Serafitas, um culto religioso que está em guerra com a WLF. Abby é uma das duas personagens principais jogáveis do jogo, ao lado de Ellie.
Abby foi criada por Neil Druckmann e Halley Gross, os roteiristas de The Last of Us Part II. A mudança para jogar como Abby foi feita para demonstrar sua personalidade; Druckmann queria que os jogadores a odiassem no início do jogo, mas que, com o tempo, desenvolvessem empatia por ela através de suas falhas e ações redentoras. Inicialmente, ele queria evitar escalar Laura Bailey devido à sua grande quantidade de trabalhos anteriores, mas ficou impressionado com sua audição, especialmente com a forma como ela destacou a vulnerabilidade de Abby. Bailey se preparou fisicamente para o papel e deu à luz seu primeiro filho durante a produção. Além disso, pesquisou sobre pessoas envolvidas em guerras e seus mecanismos de enfrentamento. O rosto de Abby foi modelado a partir de Jocelyn Mettler, enquanto seu corpo foi baseado na atleta Colleen Fotsch.
A personagem de Abby foi bem recebida pela crítica, com muitos elogiando seu arco de redenção como convincente e tornando-a mais apreciada até o final do jogo. No entanto, seus capítulos jogáveis geraram controvérsia entre os jogadores, e Bailey foi alvo de ameaças de morte online. Alguns críticos argumentaram que Abby foi injustamente atacada e que as críticas à sua musculatura refletiam a falta de diversidade corporal nos videogames. A atuação de Bailey foi recebida com aclamação da crítica, rendendo-lhe prêmios no British Academy Games Awards, The Game Awards e NAVGTR Awards.

## Criação

### Aparência e Intérprete
Abby é descrita como tendo uma "presença imponente", com sua constituição física refletindo anos de treinamento e combate. Seu design passou por várias iterações, com o objetivo de retratá-la como "capaz, utilitária e forte". Ao selecionar atores para o papel de Abby, o diretor criativo Neil Druckmann queria evitar escalar Laura Bailey Laura Bailey devido à sua grande quantidade de trabalhos anteriores; inicialmente, ele havia considerado Bailey para interpretar Dina. No entanto, ao revisar a fita de audição, Druckmann ficou impressionado com a maneira como Bailey enfatizou a vulnerabilidade de Abby, enquanto outros atores destacaram sua raiva.(1:32:20) Bailey considera o jogo importante para ela pessoalmente, pois deu à luz seu primeiro filho durante a produção.(13:30) Antes da gravidez, ela estava se se preparando fisicamente para o papel.(24:33) Durante a gestação, tentou disfarçar sua forma de andar durante a atuação. Para o papel, ela pesquisou sobre pessoas envolvidas em guerras e seus mecanismos de enfrentamento.(33:39) Ao interpretar a cena em que Abby mata Joel —interpretado pelo amigo de Bailey , Troy Baker, amigo de Bailey—ela constantemente conferia com Baker devido à intensidade da cena. O rosto de Abby foi baseado em Jocelyn Mettler, uma artista de efeitos visuais que trabalhou anteriormente na Naughty Dog, enquanto seu corpo foi modelado a partir da atleta Colleen Fotsch.

### Escrita
Uma das primeiras versões da história mostrava uma jovem Abby testemunhando um ataque ao seu grupo por Joel e Tommy, que eram caçadores na época (durante os 20 anos não mostrados no primeiro jogo), e jurando vingança. No entanto, à medida que a narrativa e o tema da violência se desenvolviam, os roteiristas acharam mais interessante que o pai de Abby tivesse sido morto pelo jogador no primeiro jogo, ligando diretamente sua motivação às ações de Joel.(1:30:31) A mudança para jogar com Abby no primeiro capítulo do jogo foi feita para demonstrar sua personalidade e vulnerabilidades, evitando que ela fosse retratada como uma antagonista típica. Inicialmente, ela seria a personagem principal jogável nas primeiras horas do jogo antes de matar Joel, mas a trama foi reestruturada, pois Druckmann considerou que personalizá-la muito cedo tornaria a aceitação da personagem "fácil demais".(2:27) Ele queria que os jogadores odiassem Abby no início, mas que, com o tempo, desenvolvessem empatia por ela. Para isso, evitou escrevê-la como uma personagem "perfeita", incentivando a empatia por meio de suas falhas e ações redentoras. Druckmann instruiu Laura Bailey a evitar sorrir ao interpretar Abby, afirmando que "deveria parecer uma recompensa quando ela sorrisse". Uma das vulnerabilidades mais marcantes de Abby é seu medo paralisante de altura.
Algumas das cenas de flashback do jogo inicialmente mostravam Abby se juntando à Frente de Libertação de Washington (WLF), embora isso tenha sido uma decisão inconsciente de sua parte, já que o líder do grupo era um antigo membro de sua comunidade e uma figura paterna para ela.(31:26) O desejo de Abby de matar Joel era impulsionado por sua necessidade de retornar a um mundo antes da morte de seu pai, mas ela descobre que isso é impossível. Após testemunhar a recusa de Owen em desistir de buscar uma "luz" em um mundo de escuridão, Abby encontra um novo propósito ao proteger Yara e Lev, algo que Druckmann considerou um espelho do arco de redenção de Joel no primeiro jogo.(52:19) Owen representa a emoção, em contraste com o pessimismo de Abby. Os obstáculos que Abby enfrenta para conseguir suprimentos médicos e salvar a vida de Yara demonstram até que ponto ela está disposta a ir para ajudar as crianças e buscar sua própria redenção.(31:20) Margenau sentiu que Abby foi inspirada a abandonar suas alianças depois de testemunhar a natureza rebelde de Lev. O pedido de Abby para que os Rattlers de Santa Bárbara deixassem Lev em paz é um paralelo intencional ao pedido de Ellie para que Abby poupasse Joel no início do jogo. Durante a gravação da cena final da luta entre Abby e Ellie, na qual Ellie tenta afogar Abby ao segurá-la pelo pescoço e pressioná-la contra a água rasa antes de finalmente poupá-la, Laura Bailey prendeu a respiração durante toda a sequência. Ashley Johnson, que interpreta Ellie, soltou Bailey ao perceber que seus lábios estavam ficando roxos.(41:02) Bailey sentiu que, ao final do jogo, Abby compreendia os sentimentos de Ellie, pois também havia lidado com a perda de seu pai.(46:28)

### Série de Televisão

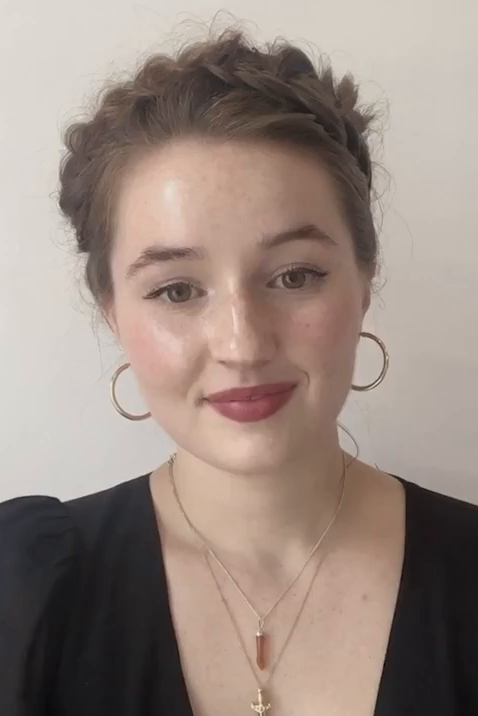
Kaitlyn Dever vai interpretar o papel de Abby na segunda temporada de The Last of Us (série televisiva), adaptação televisiva de The Last of Us, da HBO.

A escalação de Kaitlyn Dever como Abby na segunda temporada da adaptação televisiva da HBO foi anunciada em 9 de janeiro de 2024. A equipe de produção queria iniciar o processo de casting pela personagem Abby; as audições para o papel começaram antes da greve dos roteiristas e atores, e Dever se tornou a principal candidata após o fim da paralisação em novembro, impulsionada pela recepção positiva à sua atuação em No One Will Save You (2023).
Dever já havia sido considerada para interpretar Ellie na adaptação cinematográfica abandonada de The Last of Us anos antes e chegou a participar de uma leitura de roteiro para o papel. Mais tarde, Mazin sugeriu seu nome para interpretar Abby.
Na série, Abby é menos musculosa do que no jogo, o que Druckmann atribuiu ao fato de a adaptação televisiva focar mais no drama do que na ação. Mazin sentiu que a personagem era fisicamente mais vulnerável, mas espiritualmente mais forte na série. Dever afirmou que seu objetivo era "fazer justiça à personagem" enquanto trazia sua "própria energia" ao papel.

### Aparência e História
O pai de Abby, Jerry Anderson, era um cirurgião dos Vagalumes que Joel matou no final do primeiro jogo para salvar Ellie. Quatro anos depois, já na casa dos vinte anos, Abby rastreia Joel até Jackson, Wyoming, e o espanca até a morte.
Algum tempo depois, de volta a Seattle, Abby descobre que seu ex-namorado, Owen, desapareceu enquanto investigava os Serafitas, um culto religioso em guerra com a Frente de Libertação de Washington (WLF), a milícia da qual Abby faz parte. O líder da WLF, Isaac Dixon, acredita que Owen pode ter desertado e planeja atacar o assentamento dos Serafitas. Durante sua busca por Owen, Abby é capturada e testemunha os Serafitas quebrando o braço de Yara, uma jovem que fugiu do culto. Após ser resgatada por Yara e seu irmão mais novo, Lev, Abby os abandona para procurar Owen. Ele revela seu plano de velejar até Santa Bárbara, Califórnia, onde supostamente os Vagalumes estão se reagruparando, e os dois têm um momento romântico.
Na manhã seguinte, Abby retorna para encontrar Yara e Lev e os leva para o aquário. O braço de Yara precisa ser amputado, então Abby e Lev partem em busca de suprimentos médicos no hospital, que está tomado por Infectados. Após a cirurgia, Lev foge para o assentamento Serafita para tentar convencer sua mãe a deixar o culto. Abby e Yara o seguem, mas são atacados por Tommy, o irmão mais novo de Joel, em busca de vingança. No assentamento, eles descobrem que Lev matou sua mãe devota em legítima defesa. Durante o ataque da WLF à vila dos Serafitas, Yara mata Isaac e se sacrifica para que Abby e Lev possam escapar.
Ao retornar ao aquário, Abby encontra Owen e sua namorada grávida, Mel, mortos, além de um mapa levando ao esconderijo de Ellie no teatro. Lá, Abby mata Jesse e atira em Tommy, deixando-o gravemente ferido. Ela domina Ellie e Dina, mas, ao saber que Dina está grávida, decide poupá-las a pedido de Lev e as alerta para partirem.
Algum tempo depois, Abby e Lev chegam a Santa Bárbara em busca dos Vagalumes, mas são capturados pelos Rattlers, um grupo de bandidos que escravizam sobreviventes. Enfraquecidos após meses de tortura, eles são resgatados por Ellie. Para forçar Abby a lutar, Ellie ameaça matar Lev. Abby é derrotada, mas Ellie a poupa no último momento. Abby então parte com Lev em um barco em direção à base dos Vagalumes na Ilha Catalina.

## Recepção

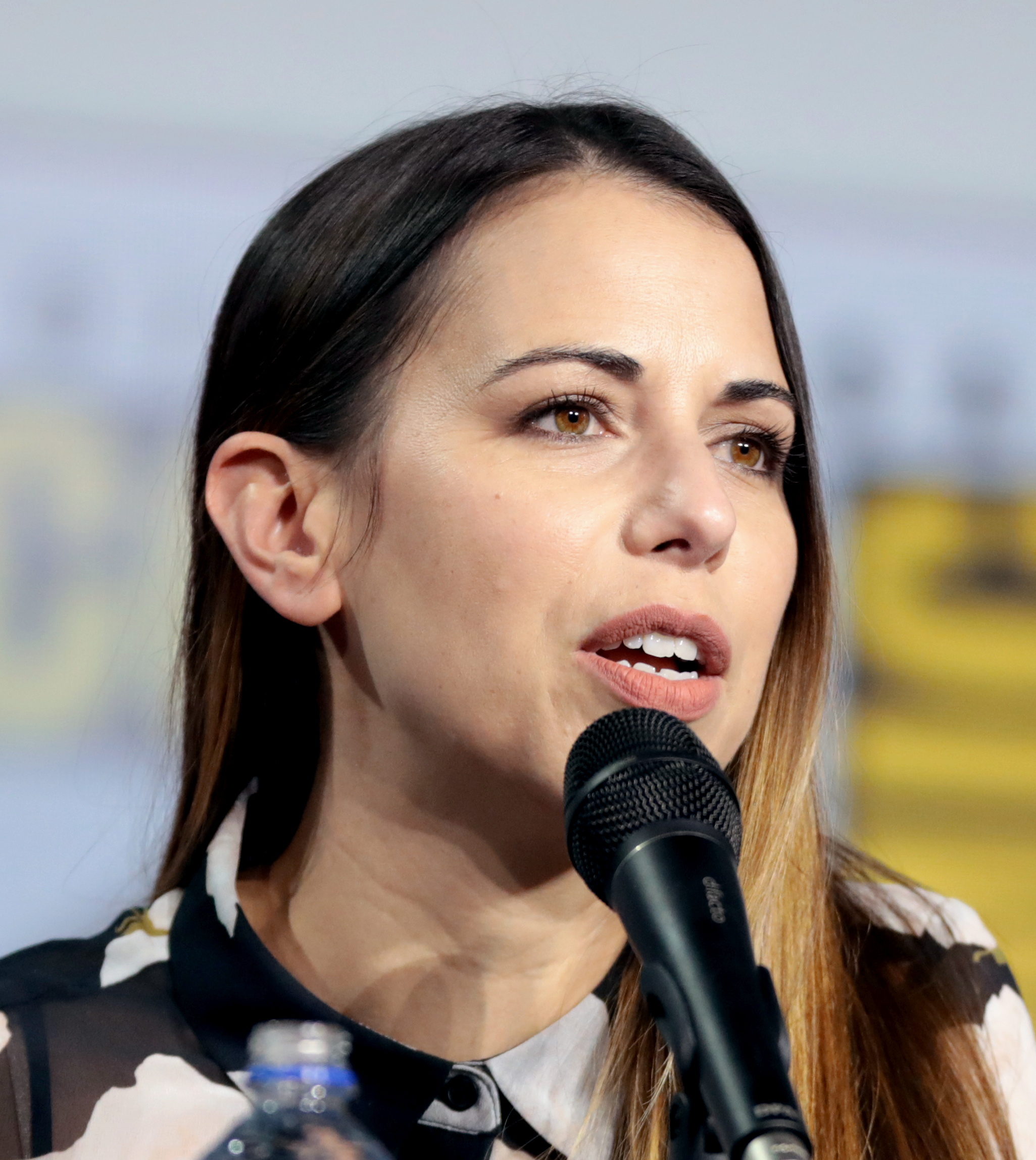
O desempenho de Laura Bailey no papel de Abby foi amplamente aclamado e premiado.

A personagem Abby recebeu uma recepção positiva da crítica, e a atuação de Laura Bailey foi aclamada pelos críticos. John Saavedra, do Den of Geek, elogiou Bailey por dar vida a Abby e fazer com que os jogadores sentissem empatia por ela até o final do jogo, destacando sua camaradagem com seus companheiros, especialmente Manny. Caitlin Galiz-Rowe, do VG247, considerou o arco de redenção de Abby mais crível e importante do que outros dentro do jogo. Jason Sheehan, da NPR, escreveu que vivenciar a perspectiva de Abby provou que sua busca por vingança era "tão justificada" quanto a de Ellie.
Kat Bailey, do USgamer, apreciou a ambição da troca de personagens jogáveis, embora sentisse que a execução "mal" tenha funcionado. Dean Takahashi, do VentureBeat, concluiu que Abby se redimiu ao poupar Ellie e elogiou a capacidade da Naughty Dog de torná-la uma personagem carismática. Rafael Motamayor, do Observer, achou a história de Abby tão interessante quanto a de Ellie e sentiu que seu papel na trama aprimorou a personagem de Ellie. Jess Joho, do Mashable, considerou a história de Abby mais complexa e envolvente, mas criticou a dependência das duas protagonistas em suas relações com seus pais, apontando que o jogo estava em seu melhor momento com Abby e Lev.
Por outro lado, parte dos jogadores criticou Abby e rejeitou suas seções jogáveis, já que esperavam controlar Ellie durante a maior parte do jogo. Dave Trumbore, do Collider, argumentou que o assassinato de Joel fez com que Abby fosse injustamente atacada por um público que não compreendeu a mensagem e o subtexto da história.
Alguns jogadores criticaram a constituição física musculosa de Abby, levando a teorias online de que a personagem seria transgênero. Patricia Hernandez, do Polygon, e Amy Coles, do The Independent, atribuíram essa percepção à falta de diversidade corporal nos videogames, observando que a narrativa mostrava Abby com acesso a recursos que justificavam seu porte físico.
Laura Bailey também foi alvo de ameaças de morte online devido à personagem. A Naughty Dog lançou um comunicado condenando as ameaças, e Bailey recebeu apoio de James Gunn, Ashley Johnson e Craig Mazin, entre outros. Ela revelou que conversou com amigos como Druckmann e Johnson durante a polêmica e, em fevereiro de 2022, afirmou que ainda via "resquícios disso online".

## Prêmios
Pelo seu desempenho, Bailey venceu o prêmio de Melhor Performance no The Game Awards 2020 e no IGN, Performance em Papel Principal no 17th British Academy Games Awards, e foi co-vencedora do prêmio de Melhor Performance Principal em um Drama no NAVGTR Awards ao lado de Ashley Johnson. Ela também foi indicada ao prêmio de Melhor Performance de Voz no 19th Game Audio Network Guild Awards e ao Great White Way Award for Best Acting in a Game no 10th Annual New York Game Awards. Além disso, Abby foi indicada na categoria de Melhor Realização em Personagem no 24th Annual D.I.C.E. Awards.

### Prêmios ou indicações
| Ano  | Premiação            | Categoria                                                         | Resultado | Ref.   |
| ---- | -------------------- | ----------------------------------------------------------------- | --------- | ------ |
| 2020 | The Game Awards      | Melhor Performance                                                | Venceu    | [ 42 ] |
| 2020 | IGN Awards           | Melhor Performance                                                | Venceu    | [ 43 ] |
| 2020 | NAVGTR Awards        | Melhor Performance em um Drama, Principal                         | Venceu    | [ 44 ] |
| 2021 | New York Game Awards | Prêmio Great White Way de Melhor Atuação em um Jogo               | Indicado  | [ 45 ] |
| 2021 | BAFTA Games Awards   | Melhor Interpretação em Papel Principal                           | Venceu    | [ 46 ] |
| 2021 | D.I.C.E. Awards      | Conquista de Destaque em Personagem                               | Indicado  | [ 47 ] |
| 2021 | Annie Awards         | Melhor Performance para Animação de Personagens em Jogos de Vídeo | Indicado  | [ 48 ] |